# Two Gallants

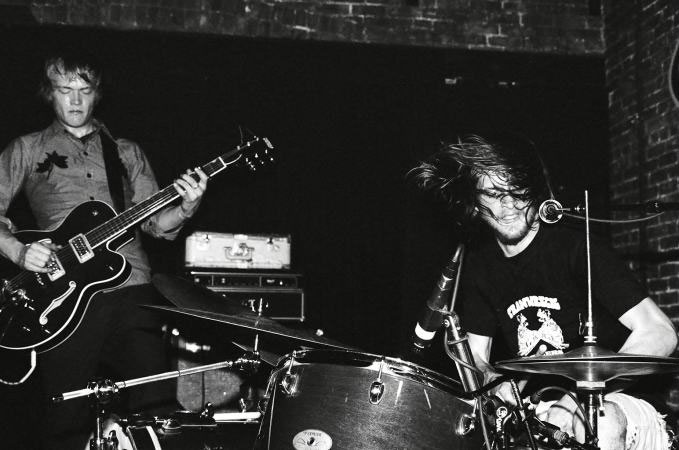
Two Gallants

Two Gallants zijn een Amerikaans indierockduo uit San Francisco, Californië. De naam Two Gallants vindt zijn oorsprong in een verhaal in Dubliners van James Joyce.

## Geschiedenis
Het duo Two Gallants bestaat uit Adam Stephens (1981) en Tyson Vogel (1981). Adam Stephens is de leadzanger en wordt daarbij zo nu en dan ondersteund door Vogel. Stephens heeft een kenmerkende rauwe stem, die goed bij de muziekstijl past. Verder bespeelt Stephens een akoestische gitaar en mondharmonica. Vogel is meesterdrummer van Two Gallants. Naast zijn ondersteunende zangwerk (hogere stem dan Stephens), speelt hij ook af en toe een nummer mee op de akoestische gitaar.
Het duo trad voor het eerst op onder de naam Two Gallants in 2002, toen beiden twintig jaar waren, maar de twee maakten al sinds hun twaalfde samen muziek. Na de opname van hun debuutalbum The Throes bij Alive Records zetten ze de tournee voort waaraan ze al voor de opname waren begonnen. Daar kwam bij dat ze in meer clubs en bars gingen spelen. In juli 2005 tekende Two Gallants een contract met Saddle Creek Records. In augustus 2005 traden ze voor het eerst op in Europa, te weten in Londen, Reading en Leeds. In februari 2006 verscheen bij Saddle Creek het tweede album, What the Toll Tells. Uit dit album vloeiden twee singles voort: Las Cruces Jail en Steady Rollin'. Het duo toerde door Europa vlak na de verschijning van het album, speelde in maart op South by Southwest en toerde daarna, in mei en juni, door de Verenigde Staten en delen van Canada. Ook speelden ze op menig Europees zomerfestival, waarna ze in september opnieuw begonnen aan tournees door Europa en Amerika. In september 2007 verscheen het derde reguliere album van Two Gallants bij Saddle Creek. De single daarvan was Despite What You've Been Told.

## Discografie
Albums
- The Throes (2004 · Alive Records)
- What the Toll Tells (2006 · Saddle Creek)
- Two Gallants (2007 · Saddle Creek)
- The Bloom and the Blight (September 4, 2012 · ATO Records)

Ep's
- Nothing to You (remix) + 3 (2006, Alive Records)
- The Scenery of Farewell (2007, Saddle Creek)

Singles
- I'm Her Man (2004, Alive Records)
- Las Cruces Jail (2005, Saddle Creek)
- Steady Rollin' (2006, Saddle Creek)
- Despite What You've Been Told (2007, Saddle Creek